# Schottenkirche

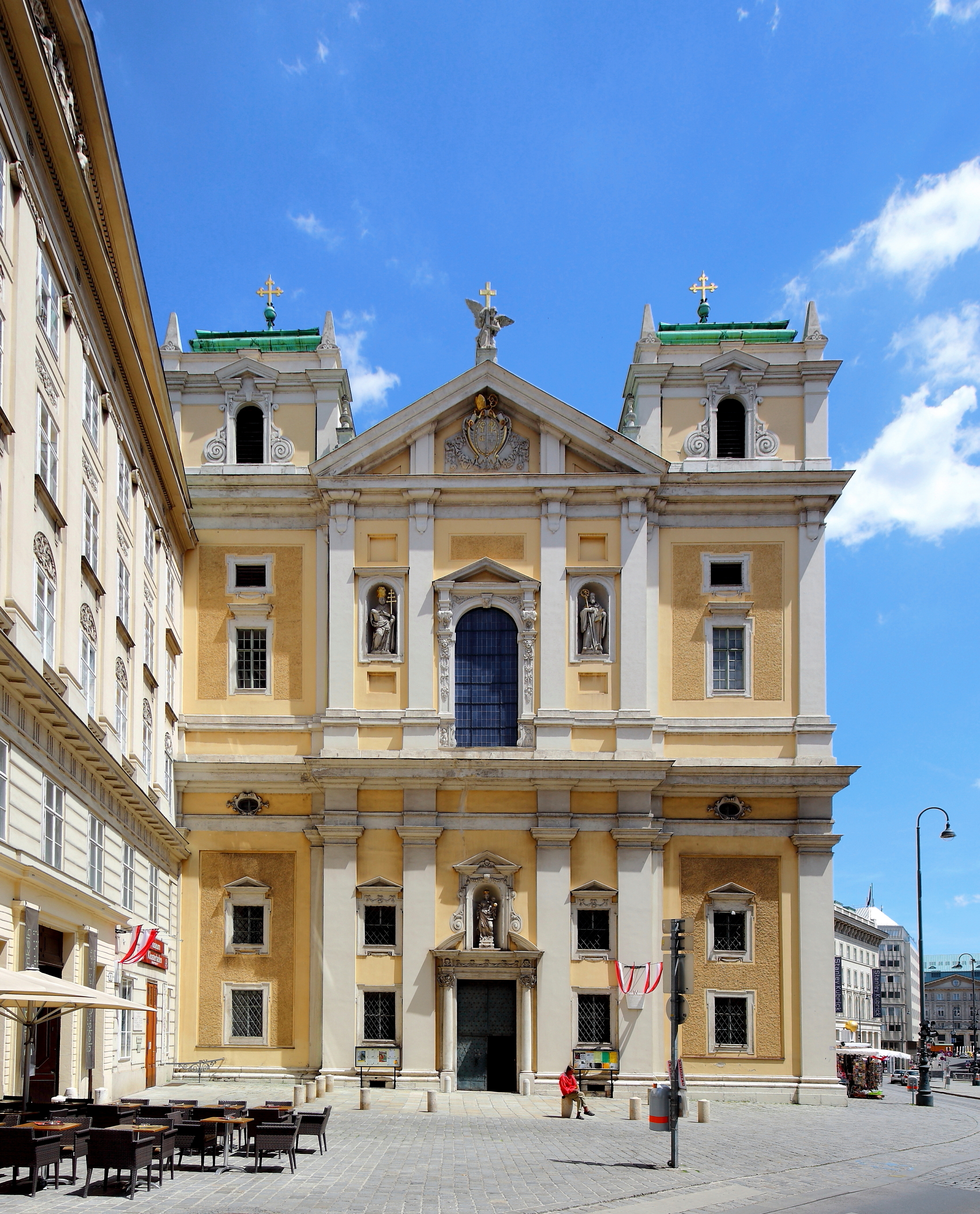
Vista frontal de la SchottenKirche en el año 2006.

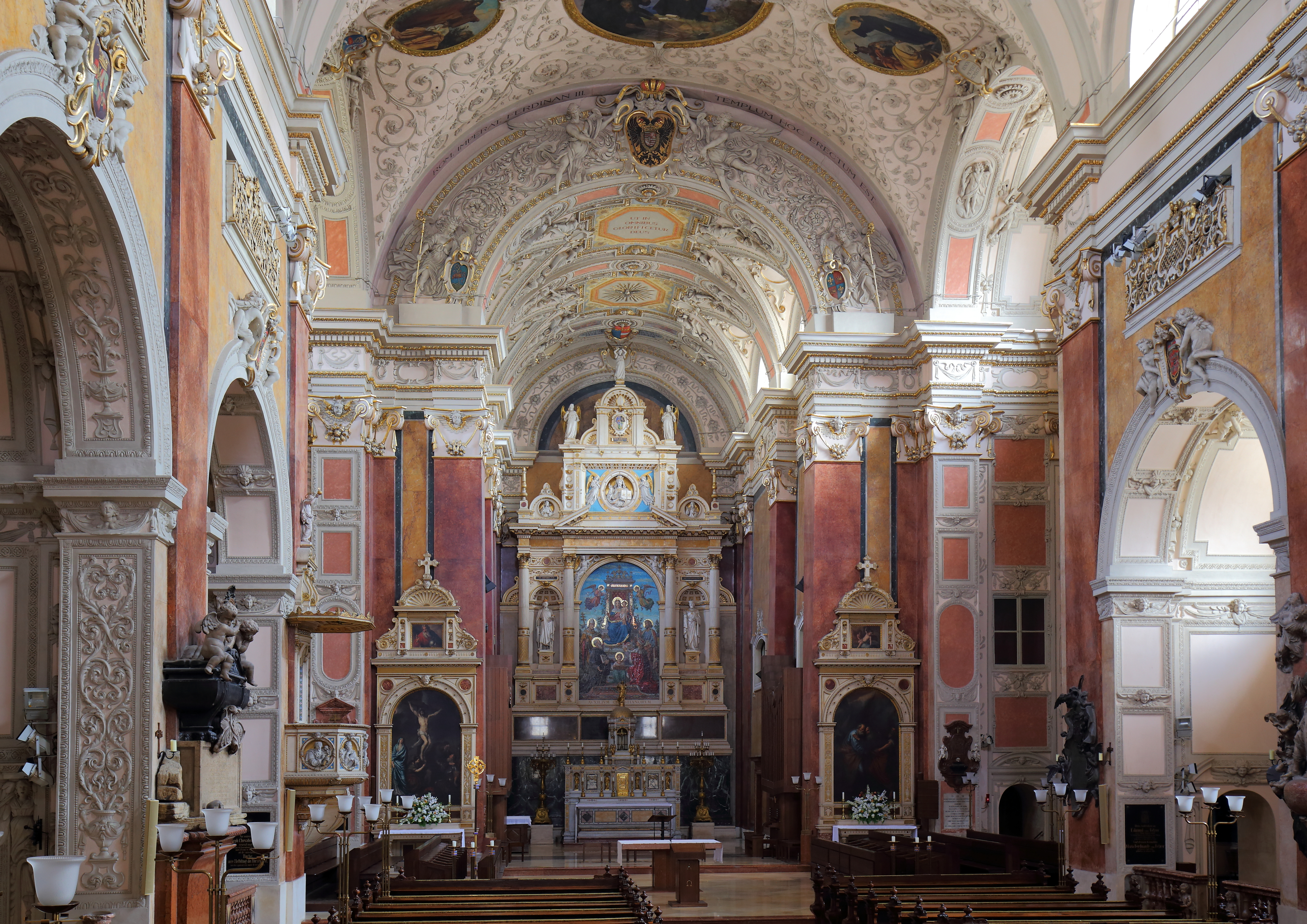
Nave central de la Schottenkirche en el año 2007.

La Schottenkirche en Viena, Austria, es una iglesia fundada por monjes benedictinos irlandeses en el siglo XII. El nombre alemán Schotten viene del latín (Scotia Minore), que es el término para denominar a Irlanda. Los edificios que rodean la iglesia, actualmente siguen habitados por monjes benedictinos.
Un terremoto en 1443 dejó muy dañada la iglesia. Su restauración fue completada en 1449, pero fue muy ligera debido a la falta de dinero. El 21 de mayo de 1634, durante una visita de Fernando II de Habsburgo, Emperador del Sacro Imperio Romano Germánico, su techo se vino abajo en presencia del soberano. 
En 1638, un rayo cayó en la torre, provocando un incendio y su derrumbe. Esto fue visto como una oportunidad de reconstruir la iglesia en estilo barroco. 
Los pintores Carlo Carlone y Marco Spazzio se encargaron de la decoración de 1638 a 1641. 
La obra fue continuada de 1643 a 1648 por los pintores Andrea Allio el Viejo, Andrea Allio el Joven y Silvestro Carlone, que decoraron la nave principal y el lado oeste. 
De 1883 a 1889 se renovó el altar mayor según diseños del arquitecto Heinrich Ferstel (1828-1883), con mosaicos de cristal de Innsbruck realizados por Michael Riese. El pintor Julius Schmid (1854-1935) realizó los frescos de la iglesia.
El interior de la iglesia tiene varias capillas. La torre del coro fue restaurada en 1893.
Cuando el compositor Franz Joseph Haydn falleció en Viena, el servicio funerario se celebró en la Schottenkirche el 15 de junio de 1809, durante el cual fue interpretado el Réquiem K.626 de Mozart.
El director de cine Fritz Lang fue bautizado en la Schottenkirche.